# گمینا للکووو
گمینا للکووو (به لهستانی:  Gmina Lelkowo) یک گمینا در لهستان است که در شهرستان برانگوو واقع شده‌است. گمینا للکووو ۱۹۷٫۹۶ کیلومتر مربع مساحت و ۳٬۰۶۶ نفر جمعیت دارد.